# 1980-as magyar atlétikai bajnokság
Az 1980-as magyar atlétikai bajnokság a 85. bajnokság volt.

## Helyszínek
- mezei bajnokság: március 23., Dunakeszi, lóversenypálya
- 50 km-es gyaloglás: május 25., Ajka
- pályabajnokság: augusztus 28–31., Népstadion
- 20 km-es gyaloglás: augusztus 31., Szolnok, Tiszaliget
- maraton: szeptember 6., Szeged – Sándorfalva – Szeged
- váltóbajnokság: szeptember 27–28., Népstadion

## Eredmények

### Férfiak
| Versenyszám            | Arany                                                                       | Arany      | Ezüst                                                                 | Ezüst     | Bronz                                                                   | Bronz      |
| ---------------------- | --------------------------------------------------------------------------- | ---------- | --------------------------------------------------------------------- | --------- | ----------------------------------------------------------------------- | ---------- |
| 100 m                  | Kiss Ferenc Csepel SC                                                       | 10,33      | Nagy István Hevesi SE                                                 | 10,47     | Tatár István Bp. Honvéd                                                 | 10,64      |
| 200 m                  | Nagy István Hevesi SE                                                       | 21,00      | Kiss Ferenc Csepel SC                                                 | 21,08     | Tatár István Bp. Honvéd                                                 | 21,34      |
| 400 m                  | Paróczai András Szolnoki MÁV MTE                                            | 46,90      | Szalai József Szolnoki MÁV MTE                                        | 47,22     | Takács István Újpesti Dózsa                                             | 47,36      |
| 800 m                  | Paróczai András Szolnoki MÁV MTE                                            | 1:48,4     | Sulyok Attila Bp. Spartacus                                           | 1:48,8    | Lajkó István Bp. Honvéd                                                 | 1:48,8     |
| 1500 m                 | Lajkó István Bp. Honvéd                                                     | 3:40,5     | Kispál László Komlói Bányász                                          | 3:40,7    | Tóth László Bp. Honvéd                                                  | 3:41,1     |
| 5000 m                 | Kispál László Komlói Bányász                                                | 14:01,5    | Tóth László Bp. Honvéd                                                | 14:02,6   | Kerékjártó István Újpesti Dózsa                                         | 14:03,1    |
| 10 000 m               | Májer József Nyíregyházi VSSC                                               | 29:01,7    | Kerékjártó István Újpesti Dózsa                                       | 29:08,2   | Fancsali András Újpesti Dózsa                                           | 29:12,4    |
| 4 × 100 m              | Mészáros László Lenger András Bagyura József Tatár István Bp. Honvéd        | 41,67      | Krizsai András Nagy Tibor Babály László Bodó Béla Debreceni MVSC      | 41,84     | Szorre Endre Jakab Lajos Berger Gábor Lépold Endre Pécsi MSC            | 52,05      |
| 4 × 200 m              | Bagyura József Bagyura Nándor Tatár István Langer István Bp. Honvéd         | 1:25,85    | Kovács János Bakos György Takács István Újhelyi Sándor Újpesti Dózsa  | 1:26,87   | Csapó Lajos Bodó Béla Nagy Tibor Babály László Debreceni MVSC           | 1:27,08    |
| 4 × 400 m              | Knyazoviczky András Bakos György Újhelyi Sándor Takács István Újpesti Dózsa | 3:13,2     | Csapó Lajos Nagy Tibor Lovass Miklós Babály László Debreceni MVSC     | 3:13,2    | Bankó Pál Bucsuházi József Laklia Pál Fóris László SZEOL AK             | 3:13,8     |
| 4 × 800 m              | Nagy Zoltán Markó Gábor Tóth László Lajkó István Bp. Honvéd                 | 7:29,4     | Policza Imre Szvoboda János Deák Nagy Imre Ötvös Imre Ferencvárosi TC | 7:29,63   | Szabó Zsolt Deák Géza Kocsis László Grasalkovits Tamás Diósgyőri VTK    | 7:30,66    |
| 4 × 1500 m             | Szeleczki József Gonda Tibor Tóth László Lajkó István Bp. Honvéd            | 15:15,0    | Brenner Pál Szvoboda János Deák Nagy Imre Ötvös Imre Ferencvárosi TC  | 15:29,4   | Liczul János Kristóf Tibor Szalai István Zöld László Tatabányai Bányász | 15:30,2    |
| 110 m gát              | Bakos György Újpesti Dózsa                                                  | 14,24      | Bodó Béla Debreceni MVSC                                              | 14,45     | Aradi János BVSC                                                        | 14,64      |
| 400 m gát              | Szalai József Szolnoki MÁV MTE                                              | 51,10      | Takács István Újpesti Dózsa                                           | 51,76     | Paulinyi Péter Gödöllői EAC                                             | 52,02      |
| 3000 m akadály         | Balogh Gyula Szekszárdi Dózsa                                               | 8:36,2     | Markó Gábor Bp. Honvéd                                                | 8:36,5    | Szénégető István Kazincbarcikai Vegyész                                 | 8:38,6     |
| 20 km gyaloglás        | Sátor László Bp. Honvéd                                                     | 1:27:51,4  | Szálas János Bp. Honvéd                                               | 1:29:28,4 | Domján Miklós Haladás                                                   | 1:30:53,0  |
| 50 km gyaloglás        | Sátor László Bp. Honvéd                                                     | 4:02:44,0  | Danovszky Ferenc Bp. Építők                                           | 4:16:48   | Domján Miklós Haladás                                                   | 4:17:21    |
| magasugrás             | Társi Zoltán Tatabányai Bányász                                             | 218 cm     | Gerstenbrein Tibor Csepel SC                                          | 210 cm    | Major István Bp. Honvéd                                                 | 210 cm     |
| távolugrás             | Szalma László TFSE                                                          | 797 cm     | Bakosi Béla Nyíregyházi VSSC                                          | 773 cm    | Katona Gábor Bp. Honvéd                                                 | 764 cm     |
| hármasugrás            | Bakosi Béla Nyíregyházi VSSC                                                | 16,84 m    | Paál László Bp. Honvéd                                                | 16,02 m   | Kiss Tibor Rákóczi                                                      | 15,63 m    |
| rúdugrás               | Novobáczky József TFSE                                                      | 520 cm     | Makó Ernő Bp. Spartacus                                               | 510 cm    | Salbert Ferenc Csepel SC                                                | 500 cm     |
| súlylökés              | Kácsor István Gödöllői EAC                                                  | 19,84 m    | Szabó László Videoton                                                 | 18,21 m   | Faragó János Diósgyőri VTK                                              | 18,02 m    |
| diszkoszvetés          | Szegletes Ferenc Bp. Építők                                                 | 60,04 m    | Saskői Alfonz Bp. Vasas                                               | 59,80 m   | Fejér Géza Bp. Honvéd                                                   | 58,62 m    |
| gerelyhajítás          | Németh Miklós Bp. Vasas                                                     | 82,86 m    | Temesi András Bp. Vasas                                               | 82,40 m   | Bolgár Tamás Szegedi VSE                                                | 78,68 m    |
| kalapácsvetés          | Tamás Gábor Gödöllői EAC                                                    | 71,82 m    | Kovács Gábor Csepel SC                                                | 71,32 m   | Zeitler Kálmán Ferencvárosi TC                                          | 70,66 m    |
| tízpróba               | Nagy László Csepel SC                                                       | 7437       | Hoffer József Tatabányai Bányász                                      | 7437      | Adamik Zoltán KSC                                                       | 7374       |
| maraton                | Szekeres János Bp. Építők                                                   | 2:24:41    | Kiss Zoltán MEDOSZ Erdért                                             | 2:24:41   | Szekeres Ferenc Csepel SC                                               | 2:26:35    |
| kis mezei futás (6 km) | Kispál László Komlói Bányász                                                | 18:11,6    | Orosz József Kazincbarcikai Vegyész                                   | 18:16,8   | Balogh Gyula Szekszárdi Dózsa                                           | 18:18,8    |
| mezei futás (12 km)    | Kerékjártó István Újpesti Dózsa                                             | 35:51,3    | Szénégető István Kazincbarcikai Vegyész                               | 36:03,8   | Laposa Ferenc Tatabányai Bányász                                        | 36:09,4    |
| csapat 20 km gyaloglás | Sátor László Szálas János Dalmati János Bp. Honvéd                          | 4:30:57,4  | Domján Miklós Major Ferenc Kasparik János Haladás                     | 4:56:05,8 | Szálas Menyhért Danovszky Ferenc Jung András Bp. Építők                 | 5:06:51,05 |
| csapat 50 km gyaloglás | Sátor László Daru Mihály Angyalosi János Bp. Honvéd                         | 13:33:31,0 | Danovszky Ferenc Jung András Patai Sándor Bp. Építők                  | 13:47:33  | Tolnai Tibor Hudi Rudolf Márton Attila Ganz-MÁVAG                       | 14:06:18   |
| csapat maraton         | Szekeres János Fülöp József Vanek Gábor Bp. Építők                          | 7:37:45    | Pfeffer Ottó Varga Miklós Kónya Attila Volán SC                       | 8:14:20   | Szekeres Ferenc Bula Ferenc Domján Sándor Csepel SC                     | 8:22:04    |
| csapat kis mezei futás | Tóth László Gajdos Tamás Gonda Tibor Bp. Honvéd                             | 26         | Kispál László Kis-Király Ernő Homoki Vince Komlói Bányász             | 39        | Németh Ferenc Vámos Sándor Major Ferenc Haladás                         | 54         |
| csapat mezei futás     | Kerékjártó István Fancsali András Kiss János Újpesti Dózsa                  | 26         | Sinkó György Varga Miklós Szeleczki József Bp. Honvéd                 | 33        | Golács Miklós Brenner Pál Mózes András Ferencvárosi TC                  | 40         |

### Nők
| Versenyszám        | Arany                                                                     | Arany   | Ezüst                                                                    | Ezüst   | Bronz                                                                        | Bronz   |
| ------------------ | ------------------------------------------------------------------------- | ------- | ------------------------------------------------------------------------ | ------- | ---------------------------------------------------------------------------- | ------- |
| 100 m              | Orosz Irén Újpesti Dózsa                                                  | 11,60   | Juhász Erzsébet Szolnoki MÁV MTE                                         | 11,83   | Hrács Piroska Nyíregyházi VSSC                                               | 11,85   |
| 200 m              | Orosz Irén Újpesti Dózsa                                                  | 23,65   | Hrács Piroska Nyíregyházi VSSC                                           | 24,10   | Pál Ilona Hatvani Kinizsi                                                    | 24,17   |
| 400 m              | Pál Ilona Hatvani Kinizsi                                                 | 52,46   | Tóth Éva Bp. Honvéd                                                      | 53,42   | Forgács Judit TFSE                                                           | 53,53   |
| 800 m              | Koleszár Éva Nyíregyházi VSSC                                             | 2:02,9  | Váczi Éva Csepel SC                                                      | 2:03,0  | Péley Bernadett Pécsi MSC                                                    | 2:05,7  |
| 1500 m             | Koleszár Éva Nyíregyházi VSSC                                             | 4:12,2  | Lipcsei Irén Debreceni MVSC                                              | 4:16,6  | Jakab Erzsébet Bp. Honvéd                                                    | 4:17,4  |
| 3000 m             | Schaffer Antónia Soroksári VOSE                                           | 9:14,1  | Felsőbüki Klára Bp. Vasas                                                | 9:18,7  | Jakab Erzsébet Bp. Honvéd                                                    | 9:22,0  |
| 4 × 100 m          | Bruzsenyák Ilona Kósa Erika Németh Ilona Orosz Irén Újpesti Dózsa         | 46,30   | Elek Edit Lukics Ildikó Tóth Éva Könye Irma Bp. Honvéd                   | 46,56   | Hrács Piroska Szabó Ildikó Petrika Ibolya Fazekas Ilona Nyíregyházi VSSC     | 46,87   |
| 4 × 200 m          | Könye Irma Elek Judit Lukics Ildikó Tóth Éva Bp. Honvéd                   | 1:37,0  | Fazekas Ilona Szabó Ildikó Petrika Ibolya Hrács Piroska Nyíregyházi VSSC | 1:37,27 | Perényi Gabriella Orosházi Ágnes Cseke Gabriella Boros Andrea Debreceni MVSC | 1:42,63 |
| 4 × 400 m          | Könye Irma Lukics Ildikó Elek Edit Tóth Éva Bp. Honvéd                    | 3:40,3  | Tóth Mária Zarnóczai Klára Koleszár Éva Petrika Ibolya Nyíregyházi VSSC  | 3:42,3  | Bányik Ildikó Gyovai Gertrud Németh Ilona Orosz Irén Újpesti Dózsa           | 3:45,8  |
| 4 × 800 m          | Zsarnóczkai Klára Tóth Mária Petrika Ibolya Koleszár Éva Nyíregyházi VSSC | 8:42,02 | Babinyecz Józsefné Szabó Karolina Czene Zsuzsa Váczi Éva Csepel SC       | 8:53,50 | Jakab Erzsébet Csipán Borbála Haraszti Andrea Könye Irma Bp. Honvéd          | 9:27,58 |
| 100 m gát          | Siska Xénia Bp. Vasas                                                     | 13,44   | Baranyai Ildikó BEAC                                                     | 13,75   | Balogh Katalin Zalaegerszegi TE                                              | 13,76   |
| 400 m gát          | Palanek Éva KSI                                                           | 58,70   | Siska Xénia Bp. Vasas                                                    | 59,83   | Czene Zsuzsa Csepel SC                                                       | 59,95   |
| magasugrás         | Sterk Katalin Tatabányai Bányász                                          | 184 cm  | Mátay Andrea Újpesti Dózsa                                               | 180 cm  | Béla Emese Békéscsabai Előre Spartacus                                       | 175 cm  |
| távolugrás         | Vanyek Zsuzsa TFSE                                                        | 634 cm  | Novobáczky Klára Bp. Építők                                              | 629 cm  | Balatoni Anna BEAC                                                           | 625 cm  |
| súlylökés          | Horváth Viktória Haladás                                                  | 16,07 m | Herth Hajnal Újpesti Dózsa                                               | 15,67 m | Pallay Sándorné Diósgyőri VTK                                                | 15,21 m |
| diszkoszvetés      | Herczeg Ágnes Bp. Vasas                                                   | 60,68 m | Csőke Katalin Csepel SC                                                  | 57,38 m | Pallay Sándorné Diósgyőri VTK                                                | 55,38 m |
| gerelyhajítás      | Vágási Aranka Bp. Építők                                                  | 57,48 m | Janák Mária Baja                                                         | 57,06 m | Sopuch Margit Zalaegerszegi TE                                               | 53,80 m |
| ötpróba            | Papp Margit Csepel SC                                                     | 4429    | Vanyek Zsuzsa TFSE                                                       | 4341    | Czene Zuzsa Csepel SC                                                        | 4268    |
| mezei futás        | Schaffer Antónia Soroksári VOSE                                           | 12:40,0 | Lázár Magdolna Debreceni MVSC                                            | 12:46,5 | Koleszár Éva Nyíregyházi VSSC                                                | 12:48,7 |
| csapat mezei futás | Szabó Karolina Babinyecz Józsefné Schuszter Mária Csepel SC               | 27      | Jakab Erzsébet Haraszti Andrea Csipán Borbála Bp. Honvéd                 | 38      | Fessler Zsuzsa Biczó Eszter Banykó Erika Tatabányai Bányász                  | 45      |

## Magyar atlétikai csúcsok
- gerelyhajítás 96.72 m Vcs. Paragi Ferenc Tata 4. 23.
- n. 400 m 51.50 ocs. Pál Ilona Hatvani Budapest 8. 11.
- n. 4 × 400 m 3:27.86 ocs. Női válogatott (Orosz, Forgács, Tóth, Pál) Moszkva 8. 1.